# Тетанотоксин

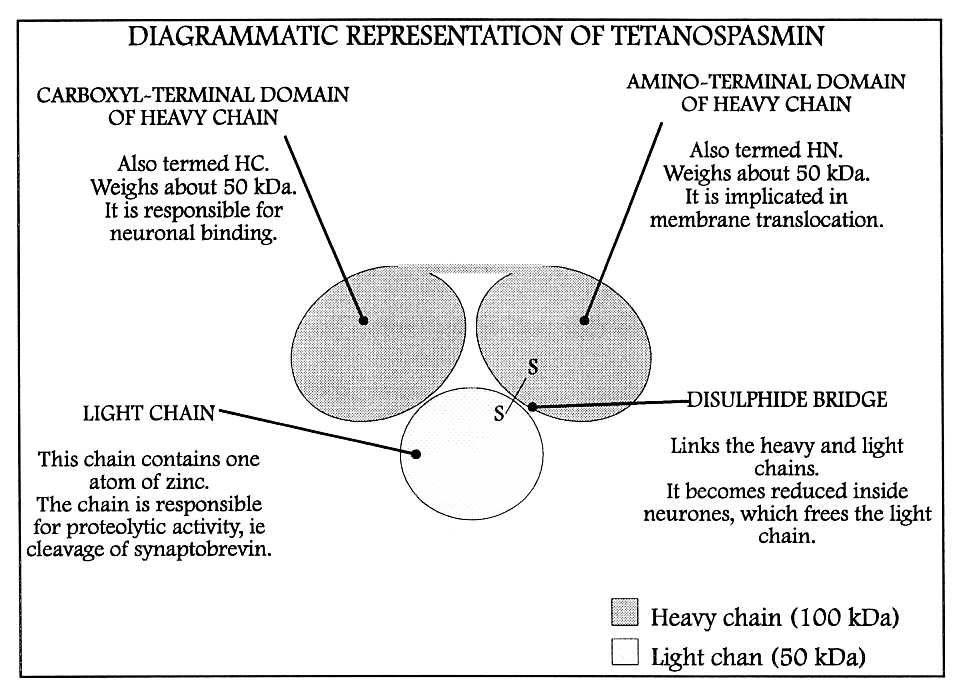
Структура тетаноспазмина

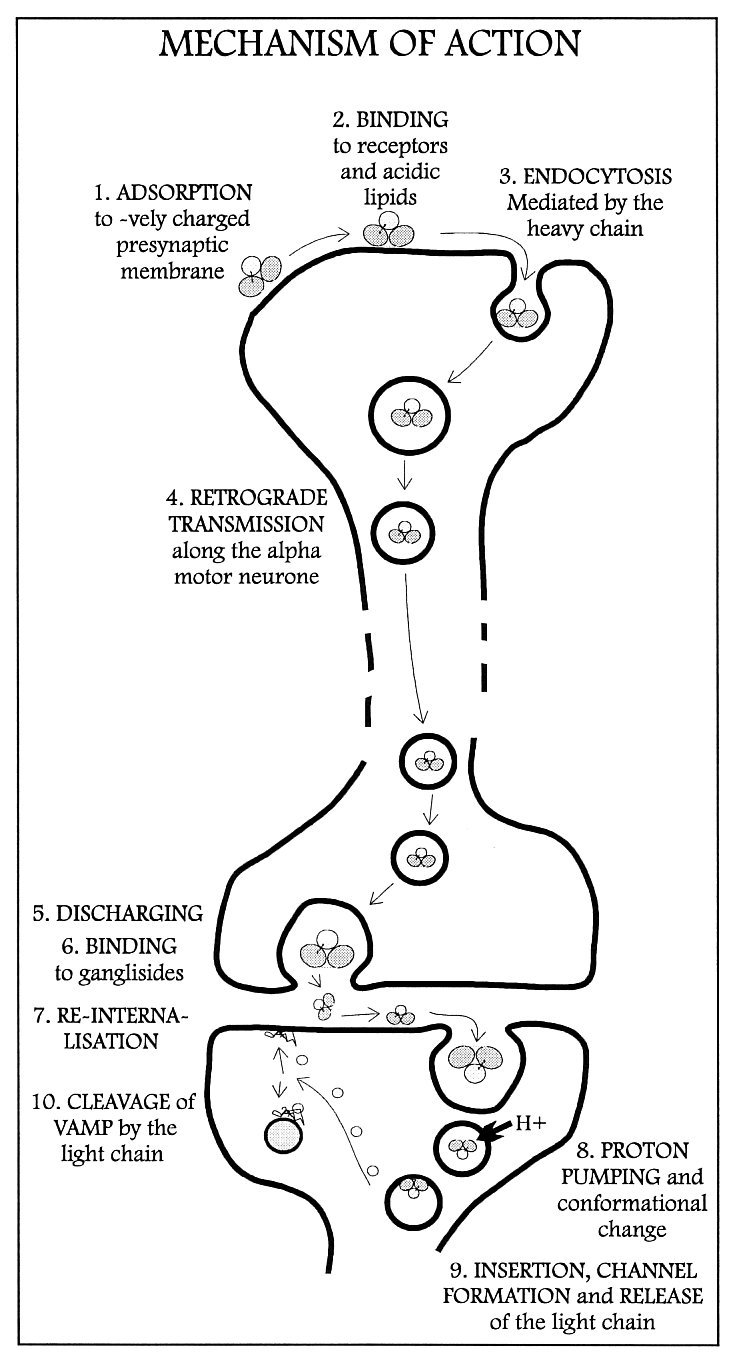
Механизм действия тетаноспазмина

Тетанотоксин (тетаноспазмин, TeTx, TeNT) — чрезвычайно сильнодействующий нейротоксин, продуцируемый вегетативными клетками Clostridium tetani в анаэробных условиях, является причиной мышечных спазмов при столбняке. Неизвестно, какую функцию выполняет этот токсин в естественных для бактерии условиях (грунте).

Для людей смертельная одноразовая доза токсина составляет 0,2-0,3 мг.

## Структура
Тетанотоксин — белок с молекулярной массой 150 кДа. Представляет собой гетеродимер из цепи А , или лёгкой, массой 50 кДа, и цепи В, или тяжёлой, массой 100 кДа, которые соединены дисульфидной связью.
- цепь В связывается с дисиалоганглиозидами (GD2 и GD1b) на мембране нейрона и обеспечивает проникновение в клетку.
- цепь А — цинк-зависимая эндопептидаза, расщепляет синаптобревин.

## Механизм действия
При инфицировании человека, тетанотоксин распространяется по лимфатической и кровеносной системам (не оказывая на них существенного влияния). Через нервно-мышечный синапс токсин попадает в аксон и далее по механизму ретроградного транспорта с участием моторных белков динеинов поступает в центральную нервную систему. Там он блокирует высвобождение ГАМК и глицина (тормозных нейромедиаторов) из нервных окончаний путём расщепления синаптобревина (белка, который осуществляет экзоцитоз везикул с нейромедиаторами в синаптическую щель). Токсин необратимо поражает нервные окончания, и функция нерва может восстановиться только путём образования новых терминалей и синапсов.

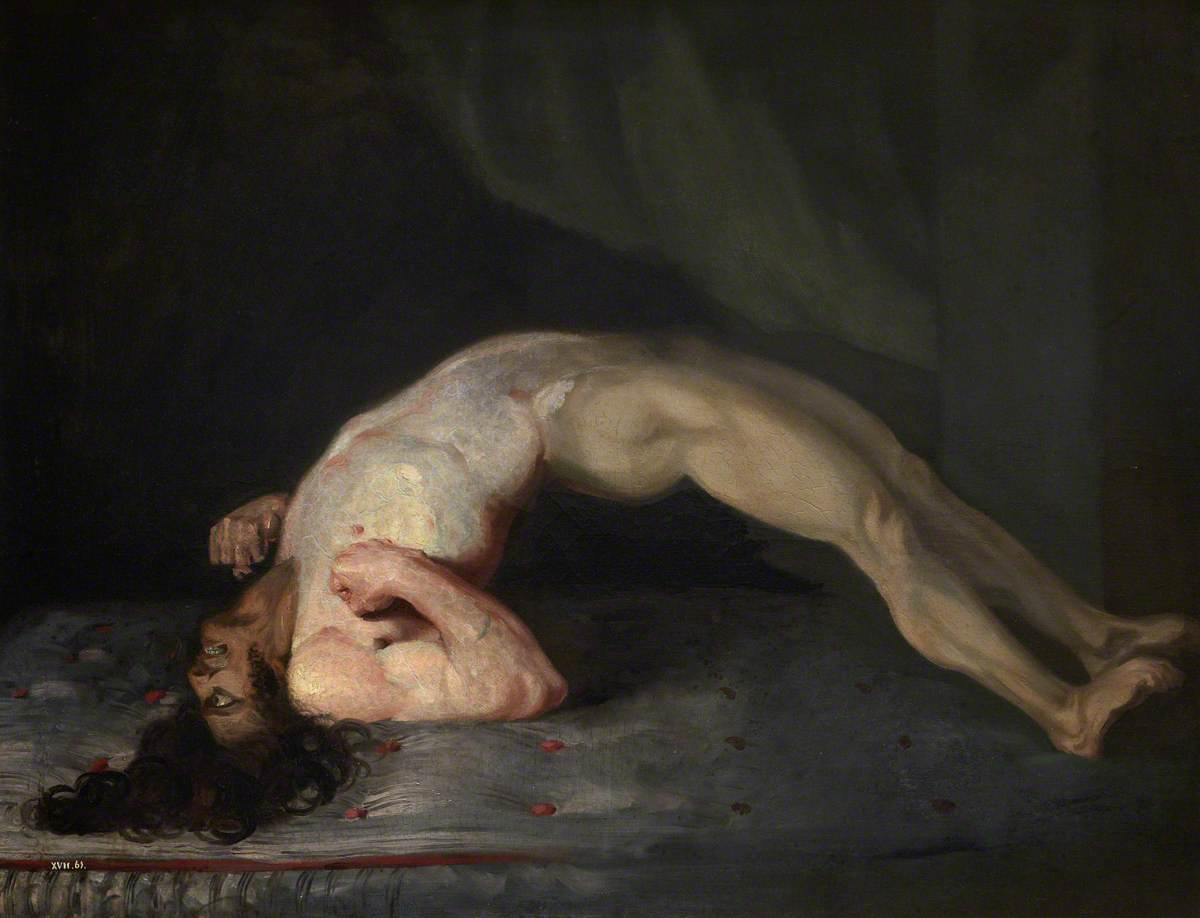
Тоническое сокращение мышц спины и шеи — опистотонус, наблюдаемый при тяжёлом столбняке. С картины сэра Чарлза Белла, 1809.